# John Campbell
John Steven Campbell (n. 30 de septiembre de 1972) es el bajista y uno de los miembros fundadores de la banda de Groove Metal estadounidense Lamb of God.

## Equipamiento
- Jackson USA Custom Concert Bass
- Dean Markley bass strings
- Mesa/Boogie Bass 400+ bass amplifier w/ two Mesa RoadReady 8x10 cabs
- Samson wireless system
- Tech 21 Sans Amp Bass Driver DI
- DBX 266XL Compressor/Gate

## Discografía con Lamb of God
- «New American Gospel» (2000, Prosthetic Records)
- «As the Palaces Burn» (2003, Prosthetic Records)
- «Ashes of the Wake» (2004, Epic Records)
- «Sacrament» (2006, Epic Records)
- «Wrath» (2009, EPIC Records)
- «Resolution »  (2012, EPIC Records)
- «VII: Sturm und Drang»  (2015, Nuclear Blast Records)
- «Lamb of God»  (2020, Nuclear Blast Records)
- «Omens»  (2022, Nuclear Blast Records)

- Datos: Q1444898
- Multimedia: John Campbell (bassist) / Q1444898